# Kristianna Winther Poulsen
Kristianna Winther Poulsen er en færøsk politiker (fra 2011-marts 2015 Sjálvstýrisflokkurin, fra marts 2015 Javnaðarflokkurin).
Hun er uddannet cand.mag. fra Roskilde Universitetscenter og Master of Science fra Robert Gordon Universitet i Skotland. Winther Poulsen har haft studieophold i Danmark, Frankrig og England, og har siden været bosat i hjembyen Tórshavn på Færøerne. Winther Poulsen har været freelanceskribent siden 2005, fuldmægtig i det færøske velfærdsministerium, fuldmægtig i forskningsrådet (Granskingarráðið) samt afdelingsleder og projektleder i arbejdsformidlingen. Hun underviser i fransk ved Færøernes Gymnasium og HF-kursus ved Hoydalar. Hun var formand for Færøernes ligestillingsudvalg 2008–2012.
Winther Poulsen fik flest personlige stemmer på Sjálvstýrisflokkurins liste i Tórshavn ved lagtingsvalget i 2011 med 200 personlige stemmer, hun blev nummer tre blandt alle opstillede for partiet. Hun blev 2. vicerepræsentant til Lagtinget, og mødte fast for Kári P. Højgaard efter at Jógvan Skorheim blev borgmester den 1. januar 2013 og tog orlov fra Lagtinget tre uger senere. Winther Poulsen var medlem af Lagtingets erhvervsudvalg.
Den 7. marts 2015 meldte hun sig ud af Sjálvstýrisflokkurin. To dage senere, den 9. marts 2015, meldte hun sig ind i Javnaðarflokkurin (Socialdemokraterne) og sagde, at hvis partiet ønskede det, så ville hun stille op til Lagtingsvalget 2015. Årsagen til, at hun skiftede parti var, at hun ikke var enig med formand Kári P. Højgaards politiske linje.
Ved lagtingsvalget 2015 var hun opstillet for Javnaðarflokkurin. Hun opnåede ikke at blive valgt, men blev nummer 12 blandt partiets kandidater med 157 personlige stemmer. Da Javnaðarflokkurin dannede regering sammen med Tjóðveldi og Framsókn, blev Winther Poulsen fast mødende lagtingsmedlem for Rigmor Dam, som blev kulturminister.